# 대한민국 형사소송법 제130조
대한민국 형사소송법 제130조는 압수물의 보관과 폐기에 대한 형사소송법의 조문이다.

## 조문
제130조(압수물의 보관과 폐기) ① 운반 또는 보관에 불편한 압수물에 관하여는 간수자를 두거나 소유자 또는 적당한 자의 승낙을 얻어 보관하게 할 수 있다.
②위험발생의 염려가 있는 압수물은 폐기할 수 있다.
③법령상 생산·제조·소지·소유 또는 유통이 금지된 압수물로서 부패의 염려가 있거나 보관하기 어려운 압수물은 소유자 등 권한 있는 자의 동의를 받아 폐기할 수 있다.  <신설 2007.6.1.>

第130條(押收物의 保管과 廢棄) ① 運搬 또는 保管에 不便한 押收物에 關하여는 看守者를 두거나 所有者 또는 適當한 者의 承諾을 얻어 保管하게 할 수 있다.
②危險發生의 念慮가 있는 押收物은 廢棄할 수 있다.
③법령상 생산·제조·소지·소유 또는 유통이 금지된 압수물로서 부패의 염려가 있거나 보관하기 어려운 압수물은 소유자 등 권한 있는 자의 동의를 받아 폐기할 수 있다.  <신설 2007.6.1.>

## 참조 조문

### 형사소송규칙
형사소송규칙 제63조(압수수색영장 집행후의 조치) 압수수색영장의 집행에 관한 서류와 압수한 물건은 압수수색영장을 발부한 법원에 이를 제출하여야 한다. 다만, 검사의 지휘에 의하여 집행된 경우에는 검사를 경유하여야 한다.

## 참고 문헌
- 손동권 신이철, 새로운 형사소송법(초판, 2013), 세창, 2013. ISBN 9788984114081